# 千葉剛
千葉 剛（ちば つよし、1948年4月25日- ）は、宮城県出身の元プロ野球選手（投手）。

## 来歴・人物
東北高では末永幸士投手（国士舘大学）と同期だったが、甲子園には出場できなかった。
1966年のプロ野球第1次ドラフト会議で東映フライヤーズから5位指名を受けたが、入団を拒否し社会人野球の日本鉱業日立へ入団する。
1968年の都市対抗野球に出場し、1回戦でリリーフとして登板するが日本新薬に敗れる。翌1969年の都市対抗野球にはエースとして出場するが、同じく1回戦で三菱重工名古屋に敗退した。
1969年のプロ野球ドラフト会議で広島東洋カープから1位指名を受け入団。
シュート、カーブが武器の本格派で、スライダーをプロ入り後に習得する。入団3年目の1972年に一軍初登板を果たし同年は7試合に登板するが、一軍では同年のみの登板で終わり、1974年限りで現役を引退した。

## 詳細情報

### 年度別投手成績
| 年 度     | 球 団     | 登 板 | 先 発 | 完 投 | 完 封 | 無 四 球 | 勝 利 | 敗 戦 | セ 丨 ブ | ホ 丨 ル ド | 勝 率 | 打 者 | 投 球 回 | 被 安 打 | 被 本 塁 打 | 与 四 球 | 敬 遠 | 与 死 球 | 奪 三 振 | 暴 投 | ボ 丨 ク | 失 点 | 自 責 点 | 防 御 率 | W H I P |
| --------- | --------- | ----- | ----- | ----- | ----- | -------- | ----- | ----- | -------- | ----------- | ----- | ----- | -------- | -------- | ----------- | -------- | ----- | -------- | -------- | ----- | -------- | ----- | -------- | -------- | ------- |
| 1972      | 広島      | 7     | 0     | 0     | 0     | 0        | 0     | 2     | --       | --          | .000  | 73    | 16.1     | 17       | 2           | 6        | 0     | 0        | 5        | 1     | 0        | 11    | 8        | 4.50     | 1.41    |
| 通算：1年 | 通算：1年 | 7     | 0     | 0     | 0     | 0        | 0     | 2     | --       | --          | .000  | 73    | 16.1     | 17       | 2           | 6        | 0     | 0        | 5        | 1     | 0        | 11    | 8        | 4.50     | 1.41    |

### 記録
- 初登板：1972年8月26日、対読売ジャイアンツ15回戦（後楽園球場）、8回裏から3番手で救援登板・完了、1回無失点

### 背番号
- 13（1970年 - 1974年）